# Плоскобрюх четырёхпятнистый
Плоскобрюх четырёхпятнистый, или четырёхпятнистая стрекоза (лат. Libellula quadrimaculata) — вид стрекоз из инфраотряда разнокрылых (Anisoptera).

## Распространение
Широко распространённый в Северном полушарии вид, встречающийся в Северной Европе, Азии и Северной Америке. В России встречается от западных границ до Дальнего Востока. Как правило, четырёхпятнистые стрекозы приурочены к слабо проточным или стоячим, хорошо прогреваемым водоёмам.
Анализ первичной структуры митохондриальных генов выявил устойчивые отличия, говорящие о существенной изоляции представителей, обитающих на разных континентах. В то же время, популяции в пределах одного континенте оказываются довольно сходными, что вероятно связано с периодическими массовыми миграциями.

## Внешний вид имаго
Стрекозы средней величины: длина брюшка составляет 27—32 мм, размах крыльев — 32—39 мм. Отличительный признак, давший название виду, — тёмные пятна в районе узелка каждого из четырёх крыльев. Треугольник задних крыльев затемнён.

## Размножение и развитие
В России лёт имаго происходит в апреле—июле. Самки после спаривания откладывают яйца на плавающую растительность. Личинки выходят из них через месяц, и проводят в воде около двух лет до превращения во взрослую особь.